# 요코미즈촌
요코미즈촌(横水村)은 니가타현 나카칸바라군에 설치되었던 촌이다.

## 연혁
- 1889년 4월 1일 - 정촌제 시행과 함께 2촌이 합병해 、요코미즈촌이 성립하였다。
- 1901년 11월 1일 - 나카칸바라군 고스기정、신보촌、야시로다촌과 합병해、고스기정이 신설되어 소멸하였다.